# دختر مرده
دختر مرده (انگلیسی: The Dead Girl) یک فیلم درام و دلهره آور آمریکایی محصول ۲۰۰۶ به نویسندگی و کارگردانی کارن مونکریف، با بازی بریتانی مورفی، تونی کولت، رز بیرن و مارسیا گی هاردن است. این فیلم نامزد دریافت چندین جایزه ایندیپندنت اسپیریت سال ۲۰۰۷ از جمله بهترین فیلم بلند و بهترین کارگردانی شده‌است. این فیلم داستان مرگ یک زن جوان و افراد مرتبط با قتل او را روایت می‌کند. همچنین مری بت هرت، کری واشینگتن، جیمز فرانکو، جووانی ریبیسی، جاش برولین، مری استینبورگن و پایپر لوری در این فیلم بازی می‌کنند. اولین بار این فیلم در جشنواره فیلم انستیتوی فیلم آمریکایی (۷ نوامبر ۲۰۰۶) و در ۲۹ دسامبر ۲۰۰۶ به صورت انتشار محدود به اکران درآمد. به‌طور کلی این فیلم مورد استقبال قرار گرفت.

## داستان
داستان در پنج قسمت ارائه شده‌است که هر قسمت دارای یک عنوان است:

## بازیگران
- تونی کولت در نقش آردن تیلور
- بریتانی مورفی در نقش کریستا کوچر
- رز بیرن در نقش لیا تیلور
- مارسیا گی هاردن در نقش ملورا کوچر
- مری بت هرت در نقش روت
- کری واشینگتن در نقش روزتا
- جووانی ریبیسی در نقش رودی
- جاش برولین در نقش تارلو
- پایپر لوری به عنوان مادر آردن
- نیک سیرسی در نقش کارل
- مری استینبورگن در نقش بورلی، مادر لیا
- بروس دیویسن به عنوان پدر لیا
- جیمز فرانکو در نقش درک[۳]